# Een klucht vol verwarring

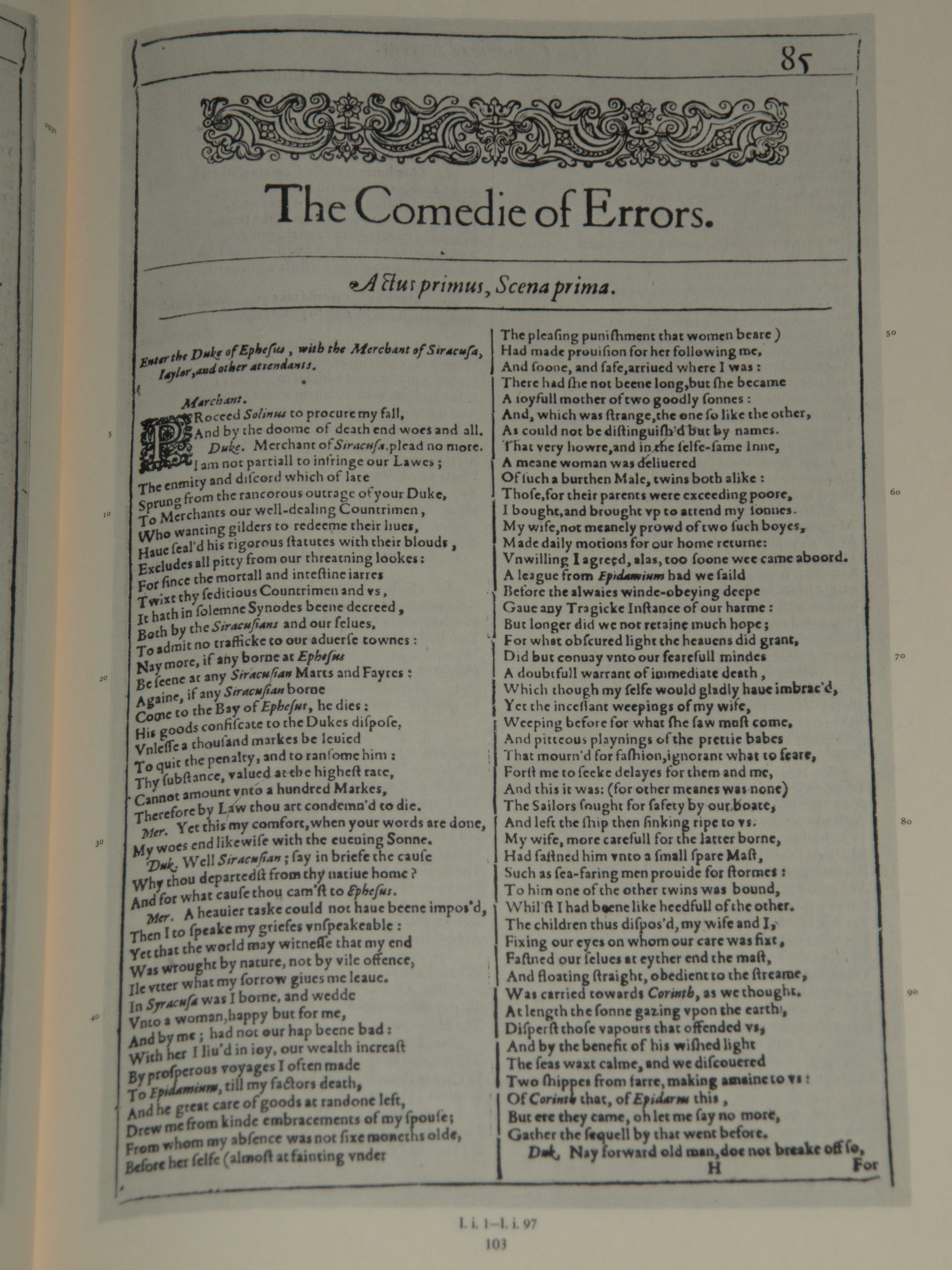
The Comedy of Errors in de First Folio van 1623.

Een klucht vol verwarring (Engelse titel: The Comedy of Errors ) is een vroege komedie van William Shakespeare die veel kenmerken van een klucht heeft. Hij schreef het omstreeks 1592-1594. Het verhaal is een aaneenrijging van komische misverstanden doordat twee paren identieke tweelingen na een lange scheiding samenkomen in Efeze. Het tweelingpaar uit Syracuse dat op zoek is naar het andere tweelingpaar komt echter uit een stad waarmee Efeze in oorlog is zodat ze de doodstraf riskeren. Doordat ze als twee druppels water op elkaar lijken worden de tweelingbroers door de inwoners van Efeze met elkaar verward, wat leidt tot arrestatie van de verkeerde, beschuldigingen van ontrouw, diefstal, waanzin en bezetenheid.

## Datering en bronnen
Deze korte komedie werd voor het eerst gepubliceerd in de First Folio van 1623, maar een opvoering vond al plaats in the Gray's Inn op 28 december 1594. De meeste onderzoekers gaan er ook van uit dat het stuk speciaal voor die gelegenheid geschreven werd. Shakespeare inspireerde zich vooral op klassieke bronnen zoals Plautus' Romeinse komedies Menaechmi en Amphitruo. De raamvertelling over Egeon en Emiliais is ontleend aan Apollonius van Tyana.

## Personages
- Antipholus van Syracuse - tweelingbroer van Antipholus van Ephesus en zoon van Egeon. Hij reist met zijn slaaf Dromio de wereld rond op zoek naar zijn verloren broer en moeder, die hij na een schipbreuk niet meer heeft gezien.
- Antipholus van Ephesus - de tweelingbroer van de andere Antipholus. Hij is een gerespecteerd inwoner van Efeze geworden. Adriana is zijn echtgenote.
- Dromio van Syracuse en Dromio van Efeze, hun slaven, zelf ook tweelingbroers.
- Adriana - de echtgenote van Antipholus van Ephesus, een jaloerse en heftige vrouw.
- Luciana - Adriana's ongetrouwde zuster, zij wordt het hof gemaakt door Antipholus van Syracuse.
- Solinus - hertog van Efeze, een rechtvaardig maar streng heerser.
- Egeon - een koopman uit Syracuse, echtgenoot van de abdis (zo blijkt later) Emilia, en vader van de twee Antipholi. Hij is op zoek naar zijn zoons en wordt in de eerste scène bij zijn aankomst door de hertog ter dood veroordeeld.
- Abdis- Emilia, de verloren gewaande echtgenote van Egeon en de moeder van de tweeling met de naam Antipholus.
- Balthasar - een koopman uit Syracuse.
- Angelo - een goudsmid uit Syracuse en een vriend van Antipholus van Efeze.
- Koopman - een Efezische vriend van Antipholus van Syracuse.
- Tweede koopman - een handelaar waarbij Angelo in de schuld staat.
- Doctor Pinch - een schoolmeester, bezweerder, laat zich met exorcisme in.
- Luce - (Nell), de dikke meid van Antipholus van Efeze, vrouw van Dromio van Efeze.
- Courtisane - een dure prostituee en een vriendin van Antipholus van Efeze

## Synopsis
Egeon, een koopman van Syracuse, komt met zijn schip aan in Efeze. Hij is er zich niet van bewust dat de doodstraf hem wacht omdat hij zo het verbod op reizen tussen de twee rivaliserende steden overtreedt. Aan Solinus, de hertog van Efeze, vertelt hij dat hij naar Syracuse is gekomen, op zoek naar zijn vrouw en een van zijn tweelingzonen, die 25 jaar geleden bij een schipbreuk van hem gescheiden zijn. De andere tweelingzoon (die met de koopman opgroeide) is twee jaar geleden zelf ook op zoek gegaan maar is niet terugekeerd. Wat Egeon niet weet, is dat die identieke tweeling ook nog eens begeleid wordt door twee slaven die zelf tweelingen zijn die dezelfde naam 'Dromio' hebben. De hertog is zo ontroerd door dit verhaal dat hij Egeon niet onmiddellijk laat executeren en hem een dag uitstel geeft om de boete van duizend geldstukken te kunnen betalen die zijn leven kan redden.
Ondertussen brengt ook Egeons zoon Antipholus van Syracuse met zijn slaaf Dromio een bezoek aan Efeze alwaar zijn verloren tweelingbroer Antipholus van Efeze een welvarende burger van de stad is geworden. Adriana, Antipholus van Efezes vrouw, ziet hem en denkt dat hij haar man is. Ze sleurt hem mee naar huis voor het avondeten, en geeft Dromio van Syracuse opdracht bij de deur te waken en niemand binnen te laten. Kort daarna keert Antipholus van Efeze (met zijn slaaf Dromio van Efeze) terug naar huis en wordt de toegang tot zijn eigen huis ontzegd. Ondertussen is Antipholus van Syracuse verliefd geworden op Luciana, Adriana's zus, die ontzet is over het gedrag van de man van wie ze denkt dat hij haar schoonbroer is.
De verwarring neemt toe als een gouden ketting die Antipholus van Efeze bestelde aan Antipholus van Syracuse wordt gegeven. Antipholus van Efeze weigert uiteraard te betalen voor de ketting aangezien hij die nooit ontvangen heeft, en wordt gearresteerd wegens schulden. Zijn vrouw kan niet anders dan denken dat haar man gek geworden is, en beveelt hem vastgebonden in een kelder op te sluiten. Ondertussen besluiten Antipholus van Syracuse en zijn slaaf om deze 'betoverde' stad zo spoedig mogelijk te ontvluchten - maar ze worden bedreigd door Adriana en de officier die schulden moet innen. Zij zoeken dan maar hun toevlucht in een nabijgelegen abdij.
Adriana smeekt nu de hertog om in te grijpen en haar "echtgenoot" met geweld uit de abdij te laten halen. Ondertussen is haar echte man echter ontsnapt uit zijn kelder en begeeft zich naar de hertog om klacht in te dienen tegen zijn vrouw. De situatie wordt uiteindelijk opgelost door de abdis, Emilia, die de tweeling onthult en zichzelf openbaart als Egeons verloren gewaande vrouw. Antipholus van Efeze verzoent zich met Adriana; Egeon krijgt vergiffenis van de hertog en wordt herenigd met zijn echtgenote; Antipholus van Syracuse hervat zijn romantische toenaderingen tot Luciana, en als de twee Dromio's elkaar in de armen vallen eindigt het verhaal voor iedereen met een gelukkige afloop.

## Analyse
The Comedy of Errors is Shakespeares kortste toneelstuk, en ook het enige dat het woord 'comedy' in de titel bevat. Het werd opgevoerd in the Gray's Inn, een gebouw waar 'bannisters', rechtsgeleerden, samenkwamen en waar onder koningin Elizabeth I ook allerlei festiviteiten werden georganiseerd zoals de opvoering van toneelstukken. The Comedy of Errors was dus waarschijnlijk bedoeld als Shakespeares 'meesterstuk', waarmee hij wilde aantonen dat hij de klassieke komedies en hun imitators kon overtreffen. Vandaar ook dat het een van zijn strakst gestructureerde stukken is, dat in tegenstelling tot vele anderen de eenheden van tijd en plaats respecteert. Net zoals in The Tempest vindt alle actie plaats op één bepaalde locatie en binnen een tijdsbestek van enkele uren. Een ander stuk waarin Shakespeare het thema van verwisseling van identiteit uitspeelt is Twelfth Night: ook daarin draait de plot gedeeltelijk rond twee vreemdelingen, Viola en Sebastian, die in Illyria aankomen en daar de bevolking in de war brengen door hun identieke uiterlijk. Allerlei absurde situaties zijn daarvan het gevolg. Ondanks die absurde situatieshumor, de uitbundige, komische bedoelde geweldsscènes en veelvuldige woordspelingen is het toch meer dan een gewone klucht. Een klucht heeft immers als enige doel het publiek te laten lachen, en die definitie is voor The Comedy of Errors toch wat te strak.
Het stuk is weliswaar gebaseerd op Plautus' Menaechmi, maar Shakespeare voegde daar originele elementen aan toe, zoals het tweede paar tweelingen, de beide Dromio's (knechten van de broers Antipholus) die niet van elkaars bestaan afweten. In vergelijking met Plautus' komedie is het ook veel complexer en de personages zijn beter uitgewerkt.

## Receptie
Critici liepen lange tijd niet hoog op met dit werk van Shakespeare omdat ze het een eerder oppervlakkige klucht vonden. Dat was ook de reden dat ze er tot vrij recentelijk weinig interesse voor toonden. Recent onderzoek leidde echter tot een herwaardering. Bijzondere aandacht wordt nu bijvoorbeeld geschonken aan de beschrijving van de sociale relaties binnen het stuk (meester-knecht, man-vrouw enz.), die in de tijd van Shakespeare blijkbaar in conflict kwamen met oudere opvattingen uit het klassieke of feodale verleden.

## Adaptaties

### Verfilmingen
- De film Big Business (1988) uit 1988 is een moderne interpretatie van The Comedy of Errors. Bette Midler en Lily Tomlin spelen er twee identieke paren tweelingen die net als de personages in het toneelstuk van Shakespeare gescheiden werden bij de geboorte.

### Opera
Op 27 december 1786 ging de opera Gli equivoci van Stephen Storace in première in het Burgtheater in Wenen. Het libretto door Lorenzo da Ponte volgt het toneelstuk van het toneelstuk vrij nauw, hoewel sommige personages een andere naam kregen.

### Musicals
- de Broadwayproductie The Boys from Syracuse van Richard Rodgers en Lorenz Hart uit 1938;
- de versie van Trevor Nunn op muziek van Guy Woolfenden uit 1976 voor de Royal Shakespeare Company;
- de bewerking Oh, Brother! van Michael Valenti en Donald Driver uit 1981.

- Bibliothèque nationale de France: cb122494613 (data)
- Catàleg d'autoritats de noms i títols de Catalunya: 981058616042906706
- Gemeinsame Normdatei: 4099347-4
- Library of Congress Control Number: no99044646
- MusicBrainz work: f17a32db-6ab0-4215-b8ae-357c3c2f9c8b
- Nationale Bibliotheek van Israël: 987007520685105171
- Système universitaire de documentation: 03124064X
- Virtual International Authority File: 174770715